# تاريخ العلوم والتقانة
تاريخ العلوم والتقانة على (HST) هو حقل من التاريخ الذي يدرس كيفية فهم البشرية للعالم الطبيعي (العلم) والقدرة على التلاعب ب (التكنولوجيا) التي تغيرت على مر القرون. يدرس هذا التخصص الأكاديمي أيضا الآثار الثقافية والاقتصادية والسياسية والابتكار العلمي.
كانت قصص العلم مكتوبة أصلا من خلال ممارسة العلماء المتقاعدين، بدءا في المقام الأول مع وليام ويلي، باعتبارها وسيلة لإيصال فضائل العلم للجمهور. في أوائل الثلاثينيات من القرن الماضي، بعد ورقة بحثية مشهورة قدمها المؤرخ السوفيتي بوريس هيسن، ركزت على النظر في الطرق التي تتوافق بها الممارسات العلمية مع احتياجات ودوافع سياقها. بعد الحرب العالمية الثانية، وضعت موارد واسعة في التدريس والبحث في التخصص، على أمل أن يساعد ذلك الجمهور على فهم أفضل للعلوم والتكنولوجيا على حد سواء لأنها جاءت لتلعب دورا بارزا للغاية في العالم. في الستينيات، وخاصة في أعقاب العمل الذي قام به توماس كون، بدأ النظام يخدم وظيفة مختلفة تمامًا، بدأ استخدامه كوسيلة لفحص المشروع العلمي بشكل نقدي.

## الجامعات التي لديها برامج تاريخ العلوم والتكنولوجيا

### الأرجنتين
- بوينس آيرس معهد للتكنولوجيا  [لغات أخرى]‏، تقدم دورات في التاريخ من التكنولوجيا والعلوم.
- جامعة التكنولوجية الوطنية  [لغات أخرى]‏، لديها برنامج التاريخ الكامل في الوظائف المعروضة.

### أستراليا
- جامعة سيدني برامج العروض على حد سواء الجامعية والدراسات العليا في التاريخ والفلسفة والعلوم، التي تديرها وحدة لتاريخ وفلسفة العلوم، داخل كلية العلوم. الدورات الدراسية الجامعية يمكن أن تكتمل كجزء من إما شهادة البكالوريوس في العلوم أو بكالوريوس الآداب. ويمكن تعزيز الدراسة الجامعية مع مرتبة الشرف من خلال استكمال مدة سنة اضافية. للدراسات العليا، وحدة يقدم كل الدورات الدراسية والدرجات البحثية القائمة. درجات الدراسات العليا دورة عمل مبني هما شهادة الدراسات العليا في العلوم (HPS) ودبلوم الدراسات العليا في العلوم (HPS). البحث القائمة على درجة الدراسات العليا هما على درجة الماجستير في العلوم (ماجستير)، ودكتوراه في الفلسفة (دكتوراه).[1]

### بلجيكا
- جامعة لياج، لديها قسم يسمى مركز تاريخ العلوم والتكنولوجيا.[2]

### كندا
- جامعة كارلتون في أوتاوا، تُقدم دورات في العلوم القديمة والتكنولوجيا في برنامج تكنولوجيا والمجتمع والبيئة.
- جامعة تورونتو لديها برنامج في تاريخ وفلسفة العلوم والتكنولوجيا.[3]
- جامعة كلية الملك في هاليفاكس، لدى نوفا سكوشا برنامج في تاريخ العلوم والتكنولوجيا.[4]

### فرنسا
- جامعة نانت لديها قسم مخصص يسمى مركز فرانسوا فييت.[5]
- جامعة باريس ديدرو (باريس 7) لديه قسم تاريخ وفلسفة العلوم.
- مركز البحوث في المركز الوطني الفرنسي للبحث العلمي (CNRS) في تاريخ وفلسفة العلوم يطلق عليه الكروي (SPHERE)[6]، التابع لجامعة باريس ديدرو، لديه قسم متخصص في تاريخ التكنولوجيا[7]
- جامعة باريس 1 - بانتيون سوربون (باريس 1) لديه معهد مخصص للتاريخ وفلسفة العلوم والتقنيات.
- المدرسة العليا للأساتذة لباريس لديها تاريخ في قسم العلوم.

### ألمانيا
- جامعة برلين للتكنولوجيا، لديها برنامج في تاريخ العلوم والتكنولوجيا.[8]

### اليونان
- جامعة أثينا لديها قسم للفلسفة وتاريخ العلوم

### الهند
- جامعة باناراس الهندية لديها برامج: واحد في تاريخ العلوم والتكنولوجيا في كلية العلوم وواحد في الدراسات التاريخية والمقارنة للعلوم والعلوم الإنسانية في كلية العلوم الإنسانية.
- حددت جامعة أندرا  [لغات أخرى]‏ تاريخ العلوم والتكنولوجيا موضوعًا إلزاميًا لجميع طلاب السنة الأولى في بكالوريوس التكنولوجيا.

### إسرائيل
- جامعة تل أبيب. The Cohn Institute for the History and Philosophy of Science and Ideas is a research and graduate teaching institute within the framework of the School of History of جامعة تل أبيب.[9]
- جامعة بار إيلان has a Department for Science and Technology Studies.[10]

### اليابان
- جامعة كيوتو لديها برنامج في فلسفة وتاريخ العلوم.[11]
- معهد طوكيو للتكنولوجيا لديها برنامج في تاريخ وفلسفة والدراسات الاجتماعية في العلوم والتكنولوجيا.[12]
- جامعة طوكيو لديها برنامج في فلسفة وتاريخ العلوم.[12]

### هولندا
- جامعة أوتريخت، لديها برنامجان تعاونيان: أحدهما في تاريخ وفلسفة العلوم في كلية العلوم الطبيعية والآخر في الدراسات التاريخية والمقارنة للعلوم والعلوم الإنسانية في كلية العلوم الإنسانية.[13][14]

### إسبانيا
- جامعة إقليم الباسك، تقدم درجة الماجستير وبرنامج الدكتوراه في تاريخ وفلسفة العلوم وتُشغل منذ عام 1952 THEORIA(المجلة الدولية لنظرية وتاريخ وأسس العلوم).[15][16] ترعى الجامعة أيضا متحف إقليم الباسك لتاريخ الطب والعلوم، المتحف الوحيد المفتوح لتاريخ علوم في إسبانيا، التي قدمت في الماضي أيضًا دورات لدرجة الدكتوراه.
- جامعة برشلونة المستقلة، تقدم درجة الماجستير وبرنامج الدكتوراه في تاريخ العلوم والتكنولوجيا مع جامعة برشلونة.[17]
- جامعة بلنسية، تقدم درجة الماجستير وبرنامج الدكتوراه في تاريخ العلوم والتكنولوجيا مع المجلس الأعلى للبحوث العلمية.[18]

### السويد
- جامعة لينشوبينغ، لديها برنامج العلوم والتكنولوجيا والمجتمع الذي يتضمن تاريخ العلوم والتكنولوجيا. .[19]

### سويسرا
- جامعة برن، لديها برنامج البكالوريوس والدراسات العليا في تاريخ وفلسفة العلوم.[20]

### المملكة المتحدة
- كلية لندن الجامعية تقدم برنامج قسم الدراسات للعلوم والتكنولوجيا درجة البكالوريوس في التاريخ وفلسفة العلوم، من بينهم اثنان في درجة البكالوريوس مرتبة الشرف الأولى (UCAS V550 وUCAS L391)، بالإضافة إلى كل من التيارات الرئيسية والثانوية في التاريخ والفلسفة والدراسات الاجتماعية العلم في دوري أبطال أوروبا برنامج العلوم الطبيعية. كما يقدم قسم درجة الماجستير في التاريخ والفلسفة والعلوم في دراسة العلوم المعاصرة والتكنولوجيا والمجتمع. وتقدم درجة البحوث الماجستير / الدكتوراه أيضا.[21] تحتوي كلية لندن الجامعية أيضًا على مركز لتاريخ الطب.[22] هذا ويشمل برنامجا صغيرا لتدريس تاريخ الطب.
- جامعة أوكسفورد فصل في الدراسات العليا لعام واحد في تاريخ العلوم: الآلات، المتاحف، والعلوم والتكنولوجيا المرتبطة بمتحف تاريخ العلوم [23]
- جامعة ليدز على حد سواء برامج الدراسات العليا الجامعية وتاريخ وفلسفة العلوم في قسم الفلسفة.[24]
- جامعة مانشستر يقدم وحدات المرحلة الجامعية والدراسات العليا في تاريخ العلوم والتكنولوجيا والطب وبرعاية ويلكوم ترست.[25]
- جامعة بريستول لديه الماجستير وبرنامج الدكتوراه في الفلسفة وتاريخ العلوم.[26]
- جامعة كامبردج لديها بالطبع البرامج الجامعية الكبرى للماجستير والدكتوراه في تاريخ وفلسفة العلوم (بما في ذلك تاريخ الطب).[27]
- جامعة دورهام لديها العديد من وحدات الجامعية التاريخ العلوم في قسم الفلسفة، وكذلك برامج الماجستير والدكتوراه في التخصص.[28]
- مركز لندن لتاريخ العلوم والطب والتكنولوجيا - يغلق هذا المركز في عام 2013.وهو قد تشكل في عام 1987 ويدير برنامج ماجستير يدرس ويدرس بشكل مشترك من قبل قسم الدراسات العلوم والتكنولوجيا في جامعة كوليدج في لندن وامبريال كوليدج في لندن. برنامج الماجستير نقلها إلى UCLA.[29]

### الولايات المتحدة
انطلقت الدراسة الأكاديمية لتاريخ العلوم كفرع مستقل من قبل جورج سارتون في جامعة هارفارد مع كتابه مدخل إلى تاريخ العلوم (1927) ومجلة إيزيس (تأسست في 1912). مثال سارتون الرأي في القرن 20 في وقت مبكر من تاريخ العلم كما في تاريخ الرجال العظماء والأفكار العظيمة. كان يتقاسمها مع العديد من معاصريه اعتقاد Whiggish في التاريخ بوصفه سجلا للتقدم والتأخر في مسيرة التقدم. تاريخ العلوم لم يكن أحد الفروع المعترف بها من التاريخ الأميركي في هذه الفترة، وأجري أكثر من عمل من قبل العلماء المهتمين والأطباء بدلا من المؤرخين المحترفين. مع عمل I. برنارد كوهين في جامعة هارفارد، وأصبح تاريخ العلوم الانضباط الفرعية التي أنشئت من التاريخ بعد1945.
- مركز جامعة ولاية أريزونا 'ق لعلم الأحياء والمجتمع يقدم العديد من مسارات MS أو طلاب الدكتوراه الذين يرغبون في القضايا المحيطة تاريخ وفلسفة العلوم، وخاصة العلوم البيولوجية. قوة المركز ديها الكثير لتفعله مع نجاح مديرها جين ماينشاين. مع التركيز على الأحياء والمجتمع يمكن للمرء أن يركز على تاريخ وفلسفة العلوم، العلوم البيولوجية الأخلاق، القانون والسياسة، أو علم البيئة، والاقتصاد، وأخلاقيات البيئة.[32]
- جامعة براون لديها برنامج في دراسات العلوم والتكنولوجيا [33] وتاريخ الرياضيات.[34] (هذا البرنامج هو في طور تدريجيا. لم يعد هناك أي هيئة التدريس بدوام كامل، ويتم قبول أي طالب جديد إلى البرنامج.)
- يقدم معهد كاليفورنيا للتكنولوجيا دورات في التاريخ وفلسفة العلوم لتلبية احتياجاتها الإنسانية الأساسية.
- جامعة كيس ويسترن ريزيرف لديها برنامج متعدد التخصصات الجامعية في التاريخ وفلسفة العلوم[35] وبرنامج الدراسات العليا في تاريخ العلوم والتكنولوجيا، والبيئة، والطب (إس تى إى إم).[36]
- تقدم جامعة كورنيل مجموعة متنوعة من الدورات ضمن دورة العلوم والتكنولوجيا. ويدعى أحد الفصول المتميزة بالطبع تاريخ العلوم والتكنولوجيا، ويدرس حاليا من قبل الأستاذ بيتر عزيزي، الذي يركز على تطوير تاريخ العلوم والتكنولوجيا من العصر النيوتوني حتى ثورة أينشتاين. هذه الفئة هي واحدة من أطول الفصول على التوالي في جامعة كورنيل، وعرضت من قبل كلية الآداب والعلوم ويلبي الطلاب الذين يرغبون في معرفة المزيد عن تطور العلم الحديث.[37]
- معهد جورجيا للتكنولوجيا لديه برنامجا جامعيا وللدراسات العليا في تاريخ التكنولوجيا والمجتمع.[38]
- هارفارد لديه برنامج الدراسات العليا والجامعية الكبيرة في تاريخ العلوم، ويعد واحدا من أكبر الإدارات حاليا في العالم.[39]
- تقدم جامعة إنديانا المقررات الجامعية والماجستير وبرنامج الدكتوراه في التاريخ وفلسفة العلوم.[12]
- لدي جامعة جونز هوبكنز برنامج جامعي للدراسات العليا في الطب، والتكنولوجيا وتاريخ العلوم.[40]
- جامعة كينجز كوليدج لديها برنامج شهادة في تاريخ العلوم والتكنولوجيا
- جامعة ليهاي تقدم المستوى الجامعي تركيز STS (تأسس في 1972) وبرنامج الدراسات العليا مع التركيز على تاريخ أمريكا الصناعية.[41]
- معهد ماساتشوستس للتكنولوجيا لديه برنامج العلوم والتكنولوجيا والمجتمع والذي يشمل تاريخ العلوم والتكنولوجيا.[42]
- جامعة ولاية ميشيغان تقدم الفصول الجامعية الرئيسية والثانوية في التاريخ، الفلسفة، علم الاجتماع والعلوم من خلال كلية ليمان بريغز في.[43]
- معهد نيو جيرسي للتكنولوجيا لديها برنامج العلوم والتكنولوجيا والمجتمع والتي تشمل تاريخ العلوم والتكنولوجيا[44]
- جامعة ولاية أوريغون يقدم الماجستير والدكتوراه. في تاريخ العلوم من خلال قسم التاريخ في الجامعة.[45]
- جامعة برينستون لديها برنامج في تاريخ العلوم.[46]
- معهد البوليتكنيك رينسيلار لديه قسم دراسات العلوم والتكنولوجيا
- روتجرز لديه تاريخ العلوم والتكنولوجيا، والبيئة، وبرنامج الصحة.[47]
- جامعة ستانفورد لديها برنامج تاريخ وفلسفة العلوم والتكنولوجيا.[48]
- معهد ستيفنز للتكنولوجيا لديه برنامج الدراسات العليا والجامعية في تاريخ العلوم.
- جامعة كاليفورنيا في بيركلي يقدم درجة البكالوريوس في تاريخ العلوم والتكنولوجيا من خلال برنامج عن تاريخ العلوم، ويحافظ على قسم فرعي مستقل للحقل.[49]
- جامعة كاليفورنيا، لوس أنجلوس. لديها مجموعة كبيرة نسبيا من برامج العلوم والطب لهيئة التدريس وطلاب الدراسات العليا في قسم التاريخ بها، وأيضا يقدم فصولا جامعية في تاريخ العلوم.[50]
- جامعة كاليفورنيا سانتا باربرا لديها برنامج التركيز في التخصصات للدراسات العليا في التكنولوجيا والمجتمع من خلال مركز لتكنولوجيا المعلومات والمجتمع. ويتبع قسم التاريخ .[51]
- جامعة فلوريدا لديها برنامج الدراسات العليا في 'تاريخ العلوم والتكنولوجيا، والطب "في جامعة فلوريدا تشمل الشهادات الجامعية والدراسات العليا.[52]
- جامعة مينيسوتا حاصل على درجة الدكتوراه برنامج في تاريخ العلوم والتكنولوجيا، والطب، فضلا عن المقررات الجامعية في هذه المجالات. نموذج مينيسوتا «يدمج» مؤرخي العلوم، والتكنولوجيا، والطب في مختلف أقسام العلوم التي يدرسونها، ولكل عقد تعيينى مشترك.[53]
- جامعة أوكلاهوما لديها برنامج الدراسات العليا والجامعية في درجة تاريخ العلوم.[54]
- جامعة بنسلفانيا لديها برنامج في تاريخ العلوم وعلم الاجتماع .[55]
- جامعة بيتسبرغ يقدم الدورات قسم التاريخ وفلسفة العلوم والدراسات العليا والجامعية .[56]
- جامعة بوجيه ساوند لديها برنامج العلوم والتكنولوجيا والمجتمع، والتي تشمل تاريخ العلوم والتكنولوجيا.[57]
- جامعة ويسكونسن ماديسون لديها واحدا من أكبر البرامج في تاريخ العلوم، الطب والتكنولوجيا، مع تركيز خاص في التاريخ الطبي، وتاريخ علم الأحياء، وتاريخ العلم والدين، والتاريخ البيئي. وكان هذا البرنامج الأول من نوعه باعتباره القسم الأكاديمي المستقل. أنه يقدم شهادة الماجستير والدكتوراه درجة فضلا عن الدورات الجامعية الكبرى.[58]
- جامعة ويسلان لديها برنامج عن العلم في المجتمع.[59]
- جامعة ييل لديها برنامج في تاريخ العلوم والطب.[60]

## المؤرخون البارزون في المجال
See also the list of George Sarton medalists.
- غارلاند إي. ألين
- ويب بيچكير  [لغات أخرى]‏
- بيتر ج. بولر
- جانيت براون
- جيمس بيرك (مؤرخ)
- Edwin Arthur Burtt
- يوهان بكمان
- جيم بينيت
- Herbert Butterfield (1900–1979)
- Martin Campbell-Kelly
- جورج كانغيلام (1904–1995)
- ألان شابمان (مؤرخ)
- آي. برنارد كوهن (1914–2003)
- Cliff Conner
- A. C. Crombie (1915–1996)
- Peter Dear
- E. J. Dijksterhuis
- بيير دويم (1861–1916)
- أ. هنتر دوبري
- جورج دايسون
- جاك إلول
- يوجين إس. فيرغسون
- Peter Galison
- Sigfried Giedion
- Charles Coulston Gillispie
- Robert Gunther (1869–1940)
- باول فورمان
- دونا هاراواي
- بيتر هاريسون
- أحمد يوسف الحسن
- جون إل. هايلبورن
- بوريس هيسن
- Reijer Hooykaas
- David A. Hounshell
- توماس بي هيوز
- Fred Jerome
- ايفلين فوكس كيلر
- دانييل كيفلس  [لغات أخرى]‏
- Robert Kohler
- ألكسندر كويري (1892–1964)
- Melvin Kranzberg
- توماس كون
- Gilbert LaFreniere
- برونو لاتور
- Simon Lavington
- ديفيد س. ليندبرغ
- جيوفري لويد
- Jane Maienschein
- Anneliese Maier
- ليو ماركس
- لويس ممفورد (1895–1990)
- جون إي. مردوخ (1927-2010)
- أوتو نوغوباور (1899–1990)
- ويليام ر. نيومان
- ديفيد إف. نوبل
- Ronald Numbers
- David Nye
- أبراهام بايز (1918–2000)
- Trevor Pinch
- ثيودور إم. بورتر
- Lawrence M. Principe
- راؤول روجاس (أستاذ جامعي)
- مايكل روس
- عبد الحميد صبرة
- Jan Sapp
- جورج سارتون (1884–1956)
- Simon Schaffer
- Howard Segel
- Steven Shapin
- Wolfgang Schivelbusch
- Charles Singer
- ميريت رو سميث
- Stephen Snobelen
- John Staudenmaier
- إم. نورتن وايز
- فرانسيس ييتس (1899–1981)

## المجلات والدوريات
- Annals of Science
- The British Journal for the History of Science
- Centaurus
- Dynamis
- History and Technology (magazine)
- History of Technology (book series)
- Historical Studies in the Physical and Biological Sciences (HSPS)
- Historical Studies in the Natural Sciences (HSNS)
- ICON
- حوليات معهد مهندسي الكهرباء والإلكترونيات عن تاريخ الحوسبة  [لغات أخرى]‏
- Isis
- Journal of the History of Biology
- Journal of the History of Medicine and Allied Sciences
- Notes and Records of the Royal Society
- Osiris
- Science & Technology Studies
- Science in Context
- Science، Technology، & Human Values
- Social History of Medicine'
- Social Studies of Science
- التقانة والثقافة  [لغات أخرى]‏
- Transactions of the Newcomen Society
- Historia Mathematica
- Bulletin of the Scientific Instrument Society

## الجمعيات المهنية
- The British Society for the History of Science (BSHS)
- History of Science Society (HSS)
- Newcomen Society
- Society for the History of Technology (SHOT)
- Society for the Social Studies of Science (4S)
- Scientific Instrument Society

## البيبليوجرافى
التأريخ للعلم
- إتش. فلوريس كوهين، الثورة العلمية: رسالة تأريخية، مطبعة جامعة شيكاغو 1994 - مناقشة حول أصول العلم الحديث مستمرة منذ أكثر من مائتي سنة. يوفر كوهين عرض ممتاز.
- إرنست ماير، نمو الفكر البيولوجي، بلكناب الصحافة 1985
- ميشيل سيريس، (محرر)، تاريخ الفكر العلمي، بلاكويل للنشر 1995
- رفيق العلوم في القرن العشرين، جون كريج (محرر)، دومينيك Pestre (محرر)، تايلور وفرانسيس عام 2003، 941pp
- تاريخ كامبريدج للعلوم، مطبعة جامعة كامبريدج
  - المجلد 4 في القرن الثامن عشر للعلوم 2003
  - المجلد 5 عاللوم الحديثة الفيزيائية والرياضية 2002

تاريخ العلوم كتخصص
- J. A. بينيت، «المتاحف ومؤسسة لتاريخ العلوم في جامعة أكسفورد وكامبريدج»، المجلة البريطانية لتاريخ العلوم 30، 1997، 29-46
- ديتريش فون انجلهارد، Historisches Bewußtsein في دير Naturwissenschaft: فون دير Aufklärung مكررا زوم Positivismus، فرايبورغ [UA]: البير، 1979
- A.-K. ماير، 'الإعداد والانضباط: في تضارب جداول أعمال التاريخ كامبريدج لجنة العلوم، 1936-1950 ". دراسات في تاريخ وفلسفة العلوم، 31 2000

## الروابط الخارجية
- Science and Education in Argentina
- The History of Science Society's "Guide to the Profession"
- A page of Science، Technology، and Society links.
- What's wrong with "technology as applied science?"
- History of Science and Technology - Resources for Science Learning، The معهد فرنكلن